# ヴェンデルシュタイン (猫)
ヴェンデルシュタイン（独: Wendelstein）は、ドイツ・ネルトリンゲンに住んでいる三毛猫である。

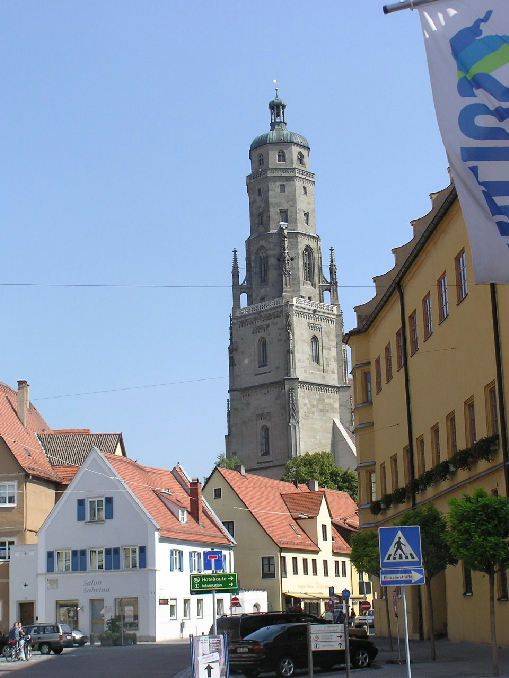
ダニエル

ネルトリンゲン市の常勤の職員として、市役所に勤務している。ヴェンデルシュタインは、雌の猫であり、もともとは野良猫であったが、聖ゲオルク教会のダニエルと呼ばれる塔に住むようになった。2009年には、塔に住んでいたものとされ、当時はまだ仔猫であった。
ヴェンデルシュタインは、2010年の初め頃に、塔の番人の部屋に現れた。それから毎日、350 段に及ぶ塔の階段を上ったり下りたりするようになった。そのうちにヴェンデルシュタインは、塔に勤務している人々になつくようになり、塔で身体を横たえたり、暖を取ったり、餌を食べたり、観光客と戯れたりするようになる。やがて、「ヴェンデルシュタイン」という名前で呼ばれるようになる。ダニエルは、かつて「シュタイン」(Stein) と呼ばれ、後に「ヴェンデルシュタイン」と呼ばれており、猫の名前はこれに由来する。
ヴェンデルシュタインは、海外からの観光客らが塔の階段を上ったり下りたりする際に、先導役を務めるようにもなり、また、ハトやネズミを追い払うことによって、人気のある塔の清潔を維持するのに役立つようになった。このため、この三毛猫が果たす役割を重要視した市役所の決定により、ヴェンデルシュタインは、塔の予算から 250 - 300 ユーロに相当するキャットフードを給料として受け取ることができるようになり、また塔に自由に寝泊まりできるようになった。